# Stanisłówka
Stanisłówka – dawna wieś, obecnie na terenie Ukrainy, rejonu szeptyckiego obwodu lwowskiego. Leżała w lesie na południe od Dworców.
Do 2024 w rejonie czerwonogrodzkim.
Stanisłówka stanowiła od zaboru austriackiego gminę jednostkową. W II Rzeczypospolitej w powiecie żółkiewskim; liczba mieszkańców wynosiła 475 (wieś) i 76 (obszar dworski) od 1934 roku należała do zbiorowej wiejskiej gminy Mosty Wielkie w powiecie żółkiewskim w woj. lwowskim. W związku z poprowadzeniem nowej granicy państwowej na Bugu i Sołokii, wieś wraz z całym obszarem gminy Mosty Wielkie znalazła się w Związku Radzieckim, w rejonie wielkomostowskim.
Podczas II wojny światowej w konspiracji z AK działali mieszkańcy Stanisłówki, najczęściej młodzież obu płci. W kwietniu 1944 odbyła się kampania obronna Stanisłówki. Na skutek spaleń przez UPA mieszkańcy Stanisłówki zostali wyewakuowani, głównie do Warszowic koło Pawłowic.
W 2004 roku pojawiła się książka urodzonego w Stanisłówce ks. Władysława Szeremeta pt. Stanisłówka. Wspomnienie o rodzinnej ziemi.
Ze Stanisłówką związany był Gwido Battaglia.